# 大田镇 (东方市)
大田镇是中华人民共和国海南省东方市下辖的一个镇。

## 行政区划
大田镇下辖以下村级行政区划单位：
抱板村、居便村、长安村、戈枕村、牙炮村、老马村、月大村、马龙村、俄乐村、玉道村、新宁坡村、二甲村、那都村、短草村、万达村、冲报村、南尧村、俄龙村、罗旺村、大田村、乐妹村、报白村、保丁村、报英村和零公里社区。